# Cifra palota, zöld az ablaka
A Cifra palota, zöld az ablaka kezdetű magyar népdalt Kodály Zoltán gyűjtötte 1912-ben  a Csík vármegyei Kászonjakabfalván.
Feldolgozás:
| Szerző         | Mire                   | Mű                                            | Előadás |
| -------------- | ---------------------- | --------------------------------------------- | ------- |
| Kerényi György | két szólamú gyermekkar | Kétágú Síp, 16. dal                           |         |
| Kodály Zoltán  | daljáték               | Székely fonó, 11. dal Hess légy, ne száll rám | [ 2 ]   |
| Ludvig József  | ének, gitárakkordok    | Kis kacsa fürdik…, 13. oldal                  |         |

## Kotta és dallam
Kicsi vagyok én, majd megnövök én,

esztendőre vagy kettőre huszár leszek én.
Két másik változat:
| Cifra palota, zöld az ablaka, gyere ki, te tubarózsa, vár a viola. | Kicsi vagyok én, majd megnövök én, esztendőre vagy kettőre nagylány leszek én. | Kislány vagyok én, majd megnövök én, kell-e rózsa vagy ibolya? Azt is adok én. |

Más szöveggel:
Hess, légy, ne szállj rám, beteg vagyok én,

szeret engem Péter uram, meggyógyulok én.

## Felvételek
- Cifra Palota. YouTube (2013. október 1.)  (Hozzáférés: 2013. március 12.) (videó) Gyerekdalok.